# Levala
Koordinaten: 58° 31′ N, 23° 2′ O

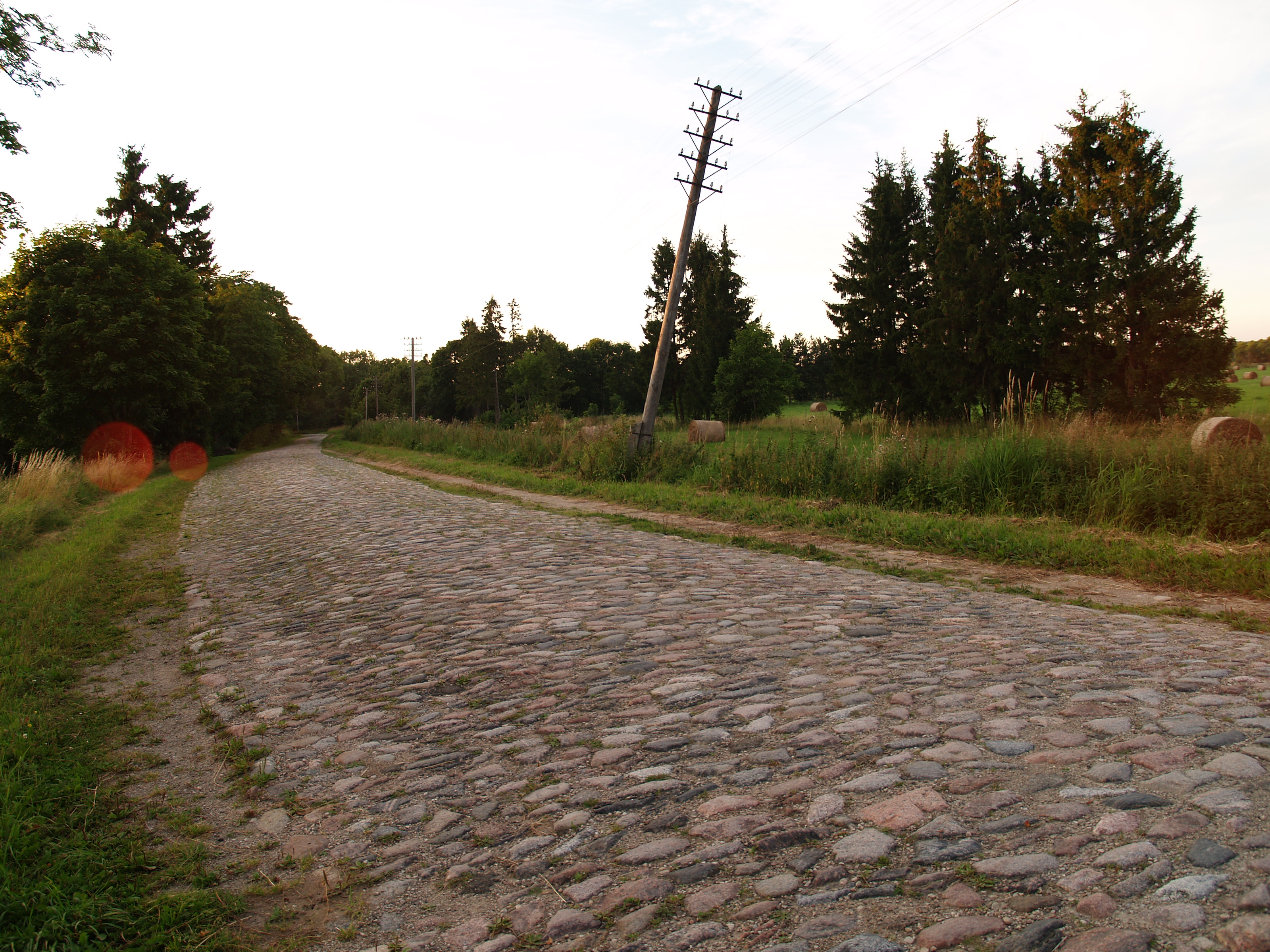
Alte Straße in Levala

Levala (deutsch Lewala) ist ein Dorf (estnisch küla) auf der größten estnischen Insel Saaremaa. Es gehört zur Landgemeinde Saaremaa (bis 2017: Landgemeinde Pöide) im Kreis Saare.
Das Dorf hat siebzehn Einwohner (Stand 31. Dezember 2011).